# Phryganomelus
Phryganomelus is een geslacht van rechtvleugeligen uit de familie veldsprinkhanen (Acrididae). De wetenschappelijke naam van dit geslacht is voor het eerst geldig gepubliceerd in 1983 door Jago.

## Soorten
Het geslacht Phryganomelus omvat de volgende soorten:
- Phryganomelus auriventer Jago, 1983
- Phryganomelus biafrensis Bolívar, 1905
- Phryganomelus fullonius Karsch, 1896
- Phryganomelus olivascens Sjöstedt, 1923
- Phryganomelus phalangidus Jago, 1983
- Phryganomelus romi Bolívar, 1908